# Elsa
Elsa är ett kvinnonamn som i sin svenska variant är en kortform för ett äldre Elzaby. Elzaby är en form av det ursprungligen hebreiska Elisabeth, som betyder ”Gud är fullkomlighet”. Den danska formen av namnet är Else. En variant är Elza. I Sverige finns namnet belagt från 1400-talet. Under perioden från 1920 och framåt har namnet tillhört de tio vanligaste i landet bland flickor födda under både 1920- och 2010-talen.
Elsa är en svensk form av Elsaby och Else som är tyska och danska former av det ursprungligen hebreiska namnet Elisabet, som betyder ”Gud är fullkomlighet”. Det äldsta belägget i Sverige är från år 1422.
I december 2014 fanns det strax under 43 700 kvinnor folkbokförda i Sverige med namnet Elsa, varav drygt 21 000 bar det som tilltalsnamn. Motsvarade siffror för Else var strax under 2 900 respektive långt över 1 300.
Bland kvinnor födda i Sverige på 1920-talet, och hittills (2015) under 2010-talet, hör namnet till de tio vanligaste. Totalt sett var Elsa under 2015 det 47:e vanligaste kvinnonamnet i landet. 
Elsa har i Sverige namnsdag den 30 oktober. I den finlandssvenska namnsdagslängden har Elsa namnsdag 14 oktober sedan starten 1929, då en egen namnsdagskalender togs i bruk för finlandssvenskar. Från 1950 finns också parallellformerna Else och Ilse i den finlandssvenska namnsdagskalendern.

## Personer med förnamnet

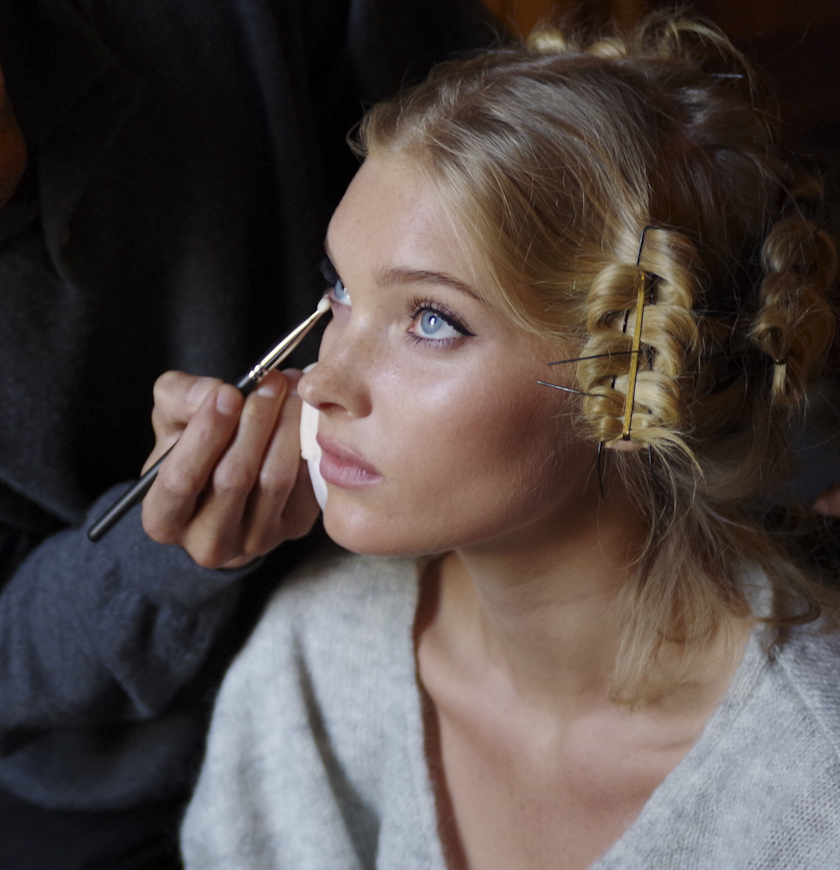
Den internationellt framgångsrika svenska fotomodellen Elsa Hosk.

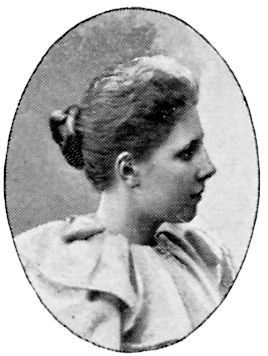
Elsa Beskow, svensk författare, illustratör och målare.

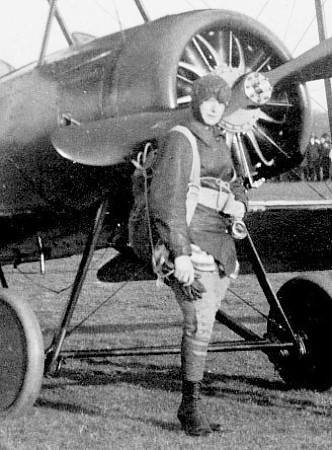
Elsa Andersson, svensk flygpionjär.

### Elsa
- Elsa Anderson, svensk konditor.
- Elsa Andersson, svensk flygpionjär
- Elsa Beskow, svensk författare, illustratör och målare
- Elsa Billgren, svensk TV-programledare med vintagemode och inredning som specialitet
- Elsa Björkman-Goldschmidt, svensk författare
- Elsa Borg, svensk pedagog
- Elsa Beata Brahe, svensk grevinna
- Elsa Elisabeth Brahe, svensk grevinna
- Elsa Brändström, svensk krigssjuksköterska, "Sibiriens ängel"
- Elsa Beata Bunge, svensk botaniker
- Elsa Burnett, svensk skådespelerska
- Elsa Carlsson, svensk skådespelerska
- Elsa Cedergren, svensk grevinna
- Elza Dunkels, svensk forskare
- Elsa Ebbesen, svensk skådespelerska
- Elsa Eklund, svensk psalmförfattare
- Elsa Eschelsson, Sveriges första kvinnliga juris doctor
- Elsa Ewerlöf, svensk politiker (h)
- Elsa Fougt, svensk boktryckare
- Elsa Grave, svensk författare
- Elsa Gress, svensk författare
- Elsa Gullberg, svensk formgivare
- Elsa Hofgren, svensk skådespelerska
- Elsa Hosk, svensk fotomodell
- Elsa Holmquist, svensk skådespelerska
- Elsa Isefiær, norsk skådespelare
- Elsa Johansson, svensk politiker (s)
- Elsa Nanna Johansson, svensk spion
- Elsa Lanchester, brittisk skådespelerska
- Elsa Laula Renberg, samisk politiker
- Elsa Lila, albansk sångerska
- Elsa Lunghini, fransk sångerska
- Elsa Morante, italiensk författare
- Elsa Nyblom, svensk journalist och författare
- Elsa Pataky, spansk modell och skådespelerska
- Elsa Prawitz, svensk skådespelerska och manusförfattare
- Elsa von Rosen, svensk grevinna
- Elsa-Marianne von Rosen, svensk balettdansös och skådespelerska
- Elsa Schiaparelli, italiensk modeskapare
- Elsa Textorius, svensk skådespelerska
- Elsa Triolet, fransk-rysk författare
- Elsa af Trolle, svensk författare
- Elsa Wallenberg, svensk tennisspelare
- Elsa Wallin, svensk operettsångerska och skådespelerska
- Elsa Widborg, svensk skådespelerska
- Elsa Winge, svensk skådespelerska

### Else

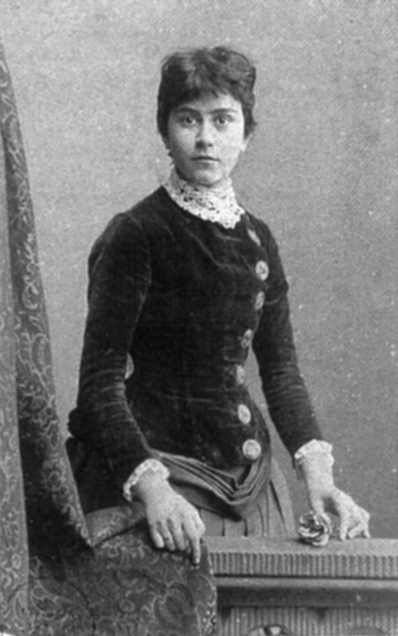
Else Lasker-Schüler

- Else Marie Brandt, svensk skådespelerska
- Else Breen, norsk författare
- Else Fisher, svensk dansare, koreograf, regissör och skådespelerska
- Else Færden, norsk författare
- Else Heiberg, norsk skådespelerska
- Else Jarlbak, dansk sångerska och skådespelerska
- Else Kleen, svensk journalist
- Else Lasker-Schüler, tysk-judisk författare
- Else Lehmann, tysk skådespelerska
- Else Marie Pade, dansk musiker
- Else Winther Andersen, dansk politiker och fd minister

## Fiktiva personer med förnamnet
- Elsa Örn, en person i Gustaf Frödings dikt Balen som ingår i Nya dikter från 1894.
- Elsalill, huvudperson i Selma Lagerlöfs roman Herr Arnes penningar från 1904.
- Elsa (Frost), en huvudperson i Disney-filmen Frost
- Elsa von Brabant, kvinnlig huvudperson i Lohengrin
- Elsa, lejonhona i Joy Adamsons roman Born Free (1960; 'Född fri - Berättelsen om lejonet Elsa')